# Gymnázium Svitavy
Gymnázium Svitavy (celým názvem Gymnázium, obchodní akademie a jazyková škola s právem státní jazykové zkoušky Svitavy) je střední škola ve Svitavách. Ve školním roce 2023/2024 školu navštěvuje 455 studentů, z toho 275 dívek. Ředitelkou školy je Mgr. Monika Pelíšková, zástupci ředitele jsou Mgr. Přemysl Dvořák a Ing. Žaneta Vomáčková. Počet studentů školy se každoročně pohybuje okolo 460 (350 na gymnáziu a 110 na obchodní akademii). Zřizovatelem školy je Pardubický kraj.
V současnosti je Gymnázium ve Svitavách střední školou, která zabezpečuje výuku pro žáky:
- čtyřletého gymnázia – 4 třídy
- osmiletého studia – 4 třídy nižšího stupně gymnázia a 4 třídy vyššího stupně gymnázia
- obchodní akademie

Součástí školy je Jazyková škola s právem státní jazykové zkoušky (organizování kurzů cizích jazyků a zkoušek Čeština pro cizince) a školní jídelna. V září 2018 byla pod gymnázium připojena i místní Obchodní akademie a Vyšší odborná škola, čímž byl oficiální název školy prodloužen na Gymnázium, obchodní akademie, vyšší odborná škola a jazyková škola s právem státní jazykové zkoušky Svitavy. Již před sloučením škol byla vyšší odborná škola omezována, až byla v roce 2020 odebrána z názvu školy.

## Známí absolventi
- Tomáš Čupr – podnikatel a zakladatel společností Slevomat, DameJidlo.cz a Rohlik.cz
- Jana Musilová – herečka a zpěvačka Městského divadla Brno
- Markéta Pekarová Adamová – politička, předsedkyně TOP 09 a Poslanecké sněmovny Parlamentu České republiky